# ビュブリス (ブグローの絵画)
『ビュブリス』（Biblis）は、ウィリアム・アドルフ・ブグローの絵画作品で、1884年にパリで描かれた。双子の兄カウノスに恋をして、叶わぬ恋に絶望し泉へと姿を変えたギリシア神話の女性ビュブリスを題材にしている。『ビュブリス』は現在個人蔵となっている。